# Haris Vučkić
Haris Vučkić (ur. 21 sierpnia 1992 w Lublanie) – piłkarz słoweński grający na pozycji pomocnika w hiszpańskim klubie Real Zaragoza i w reprezentacji Słowenii.

## Kariera klubowa
Swoją karierę piłkarską Vučkić rozpoczął w klubie NK Domžale. W 2008 roku jako 16-latek został członkiem pierwszego zespołu. 24 maja 2008 zadebiutował w pierwszej lidze słoweńskiej w wygranym 4:0 domowym meczu z NK MIK CM Celje. Był to jego jedyny mecz ligowy w sezonie 2007/2008, w którym zespół Domžale wywalczył tytuł mistrza Słowenii. W Domžalach Vučkić grał też w rundzie jesiennej sezonu 2008/2009.
W styczniu 2009 roku Vučkić podpisał 3,5-letni kontrakt z zespołem Newcastle United. Wiosną 2009 grał w rezerwach tego klubu. 31 sierpnia 2009 zadebiutował w pierwszym zespole, w meczu Football League Championship, z Leicester City, wygranym przez Newcastle 1:0. W sezonie 2009/2010 awansował z Newcastle do Premier League. W sezonie 2010/2011 nadal grał w rezerwach tego klubu, a w sezonie 2011/2012 rozegrał 4 mecze w Premier League. Wiosną 2012 Słoweniec został wypożyczony do Cardiff City, w którym wystąpił pięciokrotnie i strzelił jednego gola w Championship. Latem 2012 wrócił do Newcastle.
| Sezon   | Klub             | Kraj     | Rozgrywki             | Mecze | Bramki |
| ------- | ---------------- | -------- | --------------------- | ----- | ------ |
| 2007/08 | NK Domžale       | Słowenia | 1. SNL                | 1     | 0      |
| 2008/09 | NK Domžale       | Słowenia | 1. SNL                | 4     | 0      |
| 2008/09 | Newcastle United | Anglia   | Premier League        | 0     | 0      |
| 2009/10 | Newcastle United | Anglia   | Championship          | 2     | 0      |
| 2010/11 | Newcastle United | Anglia   | Premier League        | 0     | 0      |
| 2011/12 | Newcastle United | Anglia   | Premier League        | 4     | 0      |
| 2011/12 | Cardiff City     | Anglia   | Championship          | 5     | 1      |
| 2012/13 | Newcastle United | Anglia   | Premier League        | 0     | 0      |
| 2013/14 | Newcastle United | Anglia   | Premier League        | 0     | 0      |
| 2013/14 | Rotherham United | Anglia   | Football League One   | 23    | 1      |
| 2014/15 | Newcastle United | Anglia   | Premier League        | 1     | 0      |
| 2014/15 | Rangers          | Szkocja  | Scottish Championship | 17    | 8      |
| 2015/16 | Wigan Athletic   | Anglia   | Football League One   | 15    | 2      |

## Kariera reprezentacyjna
W latach 2010–2012 Vučkić rozegrał 4 mecze i strzelił 1 gola w reprezentacji Słowenii U-21. 29 lutego 2012 zadebiutował w dorosłej reprezentacji w zremisowanym 1:1 towarzyskim meczu ze Szkocją, rozegranym w Koperze.